# Culicoides alticola
Culicoides alticola är en tvåvingeart som beskrevs av Jean-Jacques Kieffer 1913. Culicoides alticola ingår i släktet Culicoides och familjen svidknott.
Artens utbredningsområde är Tanzania. Inga underarter finns listade i Catalogue of Life.